# Marmelade (confiserie)
Pour les articles homonymes, voir Marmelade.

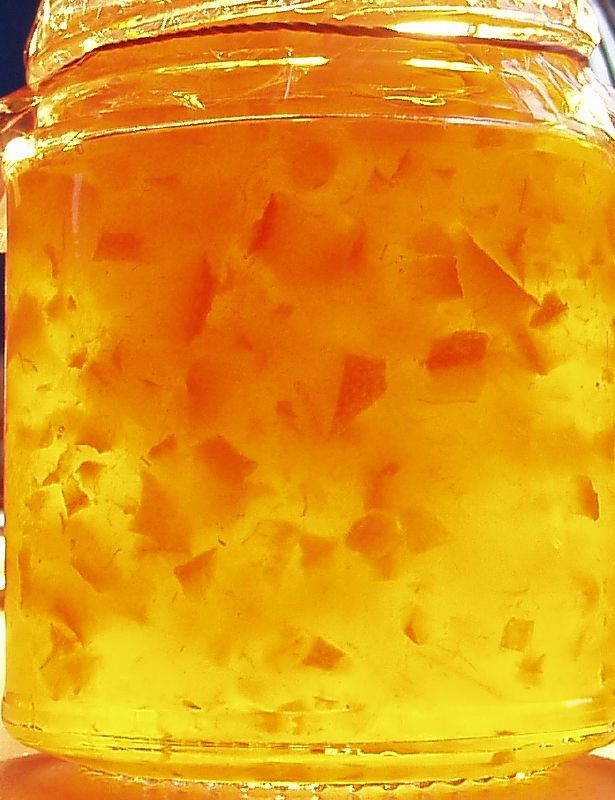
Marmelade de bigaradier avec morceaux, recette revendiquée par la ville de Dundee en Écosse.

La marmelade (du portugais : marmelada) est une confiture d'origine portugaise,, faite à partir du jus et de la peau d’agrumes bouillis avec du sucre et de l’eau. Aujourd’hui, le terme désigne plutôt une confiture à base d’agrumes ou alors une préparation très épaisse dans laquelle les morceaux de fruits ne sont pas totalement pris en gelée : la marmelade peut aussi être faite avec des citrons, des limes, des pamplemousses ou des mandarines, voire d'autres agrumes. Le fruit habituellement utilisé en Grande-Bretagne est la bigarade, originaire de Séville. Le taux en pectine de ce fruit est plus élevé que celui de l’orange. L’amertume du bigaradier oblige à le consommer en marmelade.

## Origines

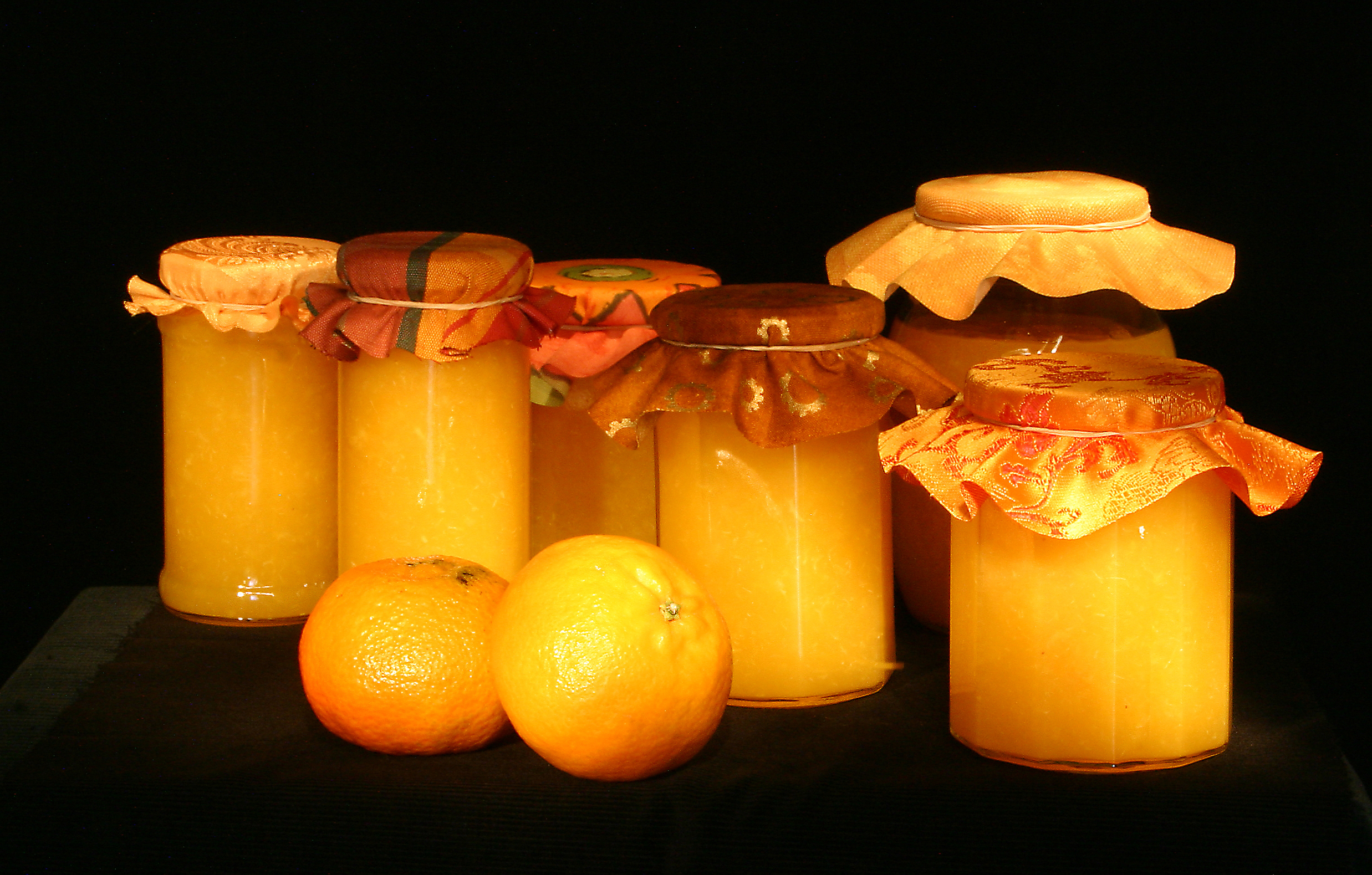
Pots de marmelade et fruits

Dès l’Antiquité, les Romains et les Grecs découvrent que la cuisson lente des coings avec du miel durcit le mélange en refroidissant. De re coquinaria, un livre de cuisine romain attribué à Apicius, donne une recette pour conserver les coings entiers, avec les tiges et les feuilles, en les plongeant dans un bain de miel et de defrutum. La conservation des coings et des citrons, ainsi que celle des roses, des pommes, des prunes et des poires, est évoquée dans le Livre des Cérémonies de l’empereur byzantin Constantin VII Porphyrogénète, livre « qui n’est pas seulement un traité sur l’étiquette des banquets royaux au IXe siècle, mais aussi un catalogue de la nourriture disponible alors et des plats cuisinés avec ».
La confiture de coing médiévale, appelée en français cotignac, commence à perdre son assaisonnement d’épices au XVIe siècle. Au XVIIe siècle, La Varenne propose toujours deux recettes de cotigna, une épaisse et une claire.
En 1524, le roi Henri VIII reçoit une « boîte de marmelade » de la part de Monsieur Hull d’Exeter. Étant dans une boîte, il est plus probable que le cadeau ait été de la pâte de coing en provenance du Portugal.

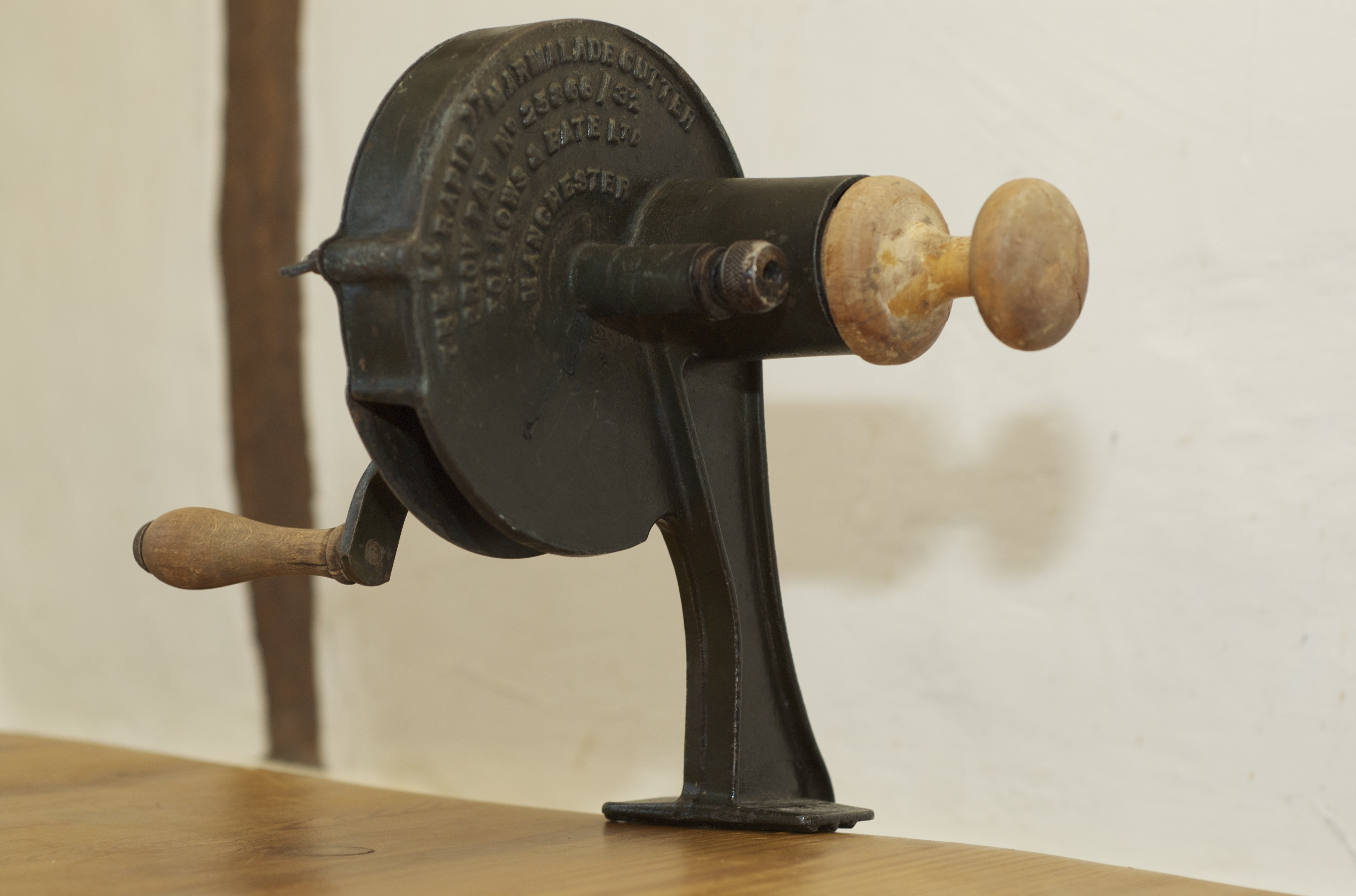
Ancien appareil à peler les agrumes

## Étymologie
Selon le Trésor de la langue française, « marmelade » vient du portugais marmelada qui signifie « confiture de coing »,. Selon le Dicionário Etimológico da Língua Portuguesa, l’occurrence la plus ancienne du mot est trouvée dans une pièce de Gil Vicente, la Comédia de Rubena écrite en 1521 :

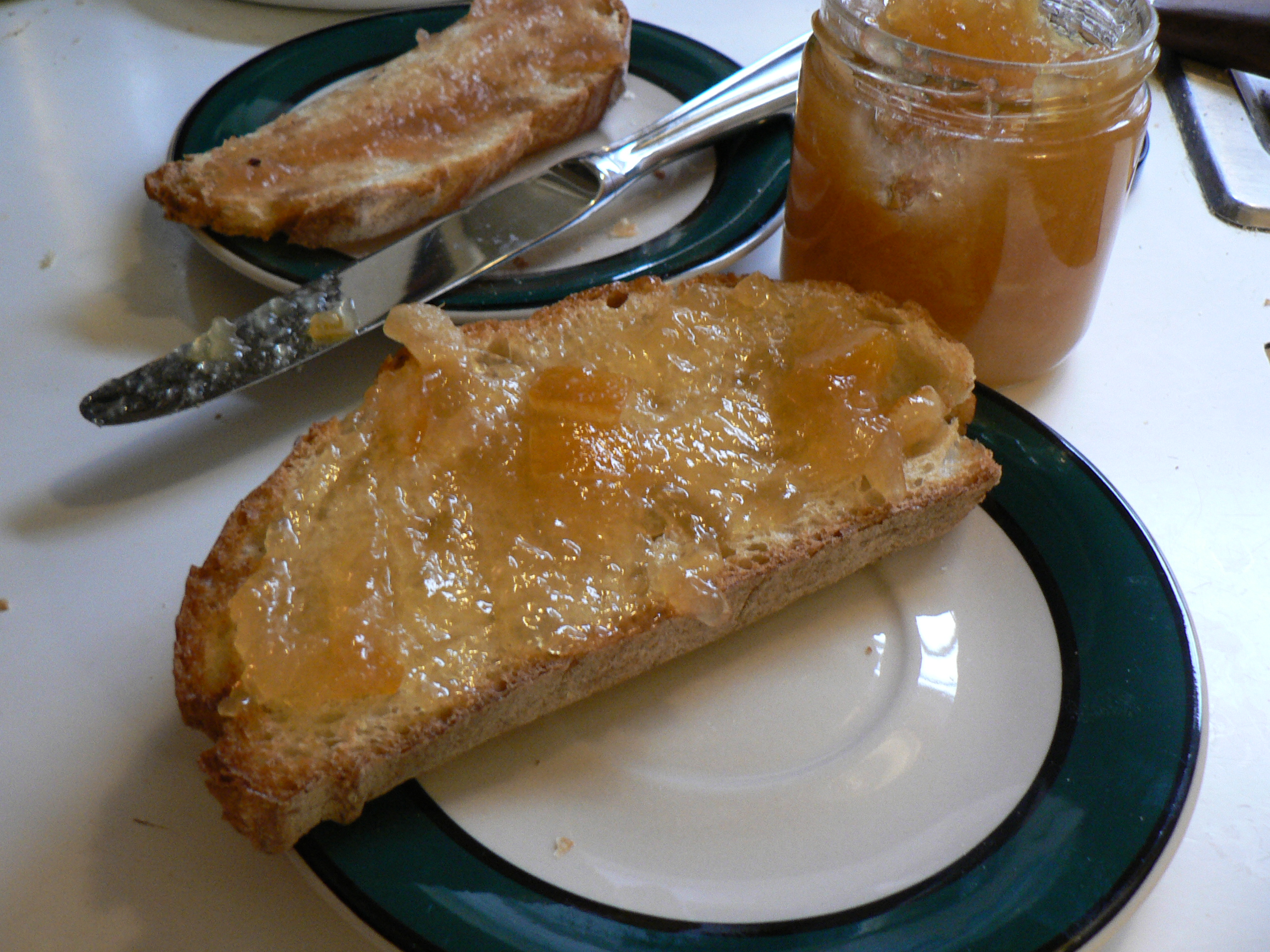
Marmelade sur du pain

« Temos tanta marmelada
« Que minha mãe vai me dar um pouco » »

Marmelo, le mot portugais pour « coing », dérive lui-même du latin melimelum (« pomme de miel ») qui provient du grec ancien μελίμηλον / melímēlon,,.
L’origine portugaise du mot « marmelade » se trouve aussi dans des lettres de William Grett adressées à Lord Lisle le 12 mai 1534 : « J’ai envoyé à sa seigneurie une boîte de marmaladoo. » et dans celles envoyées par Richard Lee le 14 décembre 1536 : « Je remercie du fond du cœur sa seigneurie pour sa marmalado. »
L’étymologie populaire faisant dériver marmelade du français « Ma’am est malade » est fausse. Cette origine viendrait de l’utilisation d’un mélange de coing et de sucre préparé par un chef français comme médicament contre le mal de mer par Marie Ire d'Écosse lors d’une traversée entre la France et l’Écosse. Il existe une étymologie populaire similaire basée sur Marie-Antoinette.
Le terme marmelade peut être utilisé dans d’autres langues à désigner les confitures de n’importe quel fruit, comme le mot espagnol mermelada. Au contraire, le mot portugais marmelada désigne principalement la pâte de coing.

## Marmelade de Dundee
La ville écossaise de Dundee a une longue histoire avec la marmelade,. En 1797, James Keiller et sa mère Janet ont une petite boutique de confitures à Dundee. Ils ouvrent une usine pour produire de la Marmelade de Dundee, une marmelade contenant des gros morceaux d’orange. Cette attribution de l’invention de la marmelade d’orange en 1797 à Keiller est discréditée par la phrase « ma femme a fait de la marmelade pour vous » dans une lettre de James Boswell au docteur Johnson le 24 avril 1777.
Le cryptologiste américain Lambros D. Callimahos était un grand amateur de marmelade de Dundee et avait créé avec ses étudiants un groupe informel appelé la Dundee Society.

## Législation
En France, si le terme est régulièrement associé à tout type de fruits, une directive française datant de 1979 dispose que le terme « marmelade » ne peut s’appliquer qu’à des produits élaborés à partir d’agrumes : oranges douces ou amères, citrons, pamplemousses, cédrats, mandarines, bergamotes, yuzus...
Depuis 1982, une directive de l'Union européenne (dir. 79/693/CEE) règlemente les termes de confiture et marmelade et, comme la directive française, marmelade ne peut s’appliquer qu’à des produits élaborés à partir d’agrumes. Avant cette date, c'était une préparation de fruits entiers ou en morceaux et de sucre à parts égales, macérée 24 h et cuite jusqu'à consistance de purée. 

## Sources
- (en) Brigid Allen, Cooper's Oxford : A history of Frank Cooper Limited, 1989
- (en) W. M. Mathew, Keiller's Of Dundee : The Rise of the Marmalade Dynasty 1800-1879
- (en) W. M. Mathew, The Secret History of Guernsey Marmalade
- (en) C. Anne Wilson, The Book of Marmalade : its antecedents, its history and its role in the world today together with a collection of recipes for marmalades & marmalade cookery, Londres, Constable, 1985, 184 p. (ISBN 978-0-09-465670-3)